# Ministeriet for Fødevarer, Landbrug og Fiskeri
Ministeriet for Fødevarer, Landbrug og Fiskeri (ofta kallat Fødevareministeriet) är det ministerium i Danmark som ansvarar för livsmedel, lantbruk, fiske, djurvälfärd samt internationellt samarbete inom området. Under ministeriet ligger Landbrugsstyrelsen, Fiskeristyrelsen och Fødevarestyrelsen.
Tidigare hade ministeriet enheter som ägnade sig åt forskning, men dessa ligger nu istället under universitet och ministeriet har istället avtal med Danmarks Tekniske Universitet, Århus universitet och Köpenhamns universitet.

## Historia
Ministeriet bildades genom att Landbrugsministeriet och Fiskeriministeriet slogs samman 30 december 1996. Då lades Levnedsmiddelstyrelsen, som tidigare legat under Sundhedsministeriet, under ministeriet och bytte samtidigt namn till Fødevaredirektoratet. Den 2 augusti 2004 bildades Ministeriet for Familie- og Forbrugeranliggender. Till det ministeriet flyttades frågor rörande livsmedel och djurvälfärd, inklusive Fødevarestyrelsen och Danmarks Fødevareforskning. 
I samband med universitetsreformen i Danmark 2007 placerades två forskningsinstitutioner som tidigare legat under ministeriet istället under universitet. Danmarks Fiskeriundersøgelser blev en del av Danmarks Tekniske Universitet och Danmarks Jordbrugsforskning en del av Århus universitet. Senare under året lades ministeriet for Familie- og Forbrugeranliggender ner och dess ansvarsområden och underenheter blev åter en del av ministeriet. Ministeriet lades 2015 samman med Miljøministeriet till Miljø- og Fødevareministeriet, en ordning som varade till 2020 då ministerierna splittrades upp igen.